# Voie express n°2 - Route du Nord
La Voie express n°2 (E2)-Route du Nord, plus connue sous le nom de voie express ou encore de Savexpress, est une voie rapide située en Nouvelle-Calédonie. Elle dessert deux des trois communes de la banlieue de Nouméa : Dumbéa et Païta. Elle part de la Voie express n°1 - Route du Normandie ou Route du Normandie - E1, souvent appelée elle-même voie de dégagement et avec laquelle la Voie express 2 est réunie sous le vocable de Voie de dégagement ouest (VDO), au niveau du lycée du Grand Nouméa et du centre commercial Kenu-in dans le quartier de Koutio tout de suite après la sortie de Nouméa et va rejoindre la route territoriale 1 (RT1) au carrefour de Téné à Païta (également appelé « sortie de Païta 1 »).

## Présentation
Cette route anciennement à péage est gérée depuis son ouverture en 1979 par la Savexpress, société d'économie mixte détenue majoritairement par la Province Sud et qui en détient la concession pour 30 ans.

## Historique
Initialement ouverte en 1979 sous le nom de Voie Rapide afin de répondre à l'extension de l'étendue urbaine au-delà des limites de la commune de Nouméa, et permet également aussi de fournir une liaison à la fois plus courte et plus rapide entre Nouméa et Païta en évitant la route sinueuse jusqu'ici principalement utilisée. Cette dernière passait en effet par le village de Dumbéa, d'où de nombreux tronçons limités à 50 km/h, ainsi que par les contreforts de la chaîne et notamment les cols de Tonghoué et de Katiramona.
À l'origine route territoriale, le passage au statut des Accords de Matignon et donc à la création des Provinces en fait donc une route provinciale par une délibération du 15 novembre 1989 et elle prend son nom officiel actuel par décision de l'Assemblée de la Province Sud du 8 juin 1990.
Un projet de grands travaux est lancé en 1999, visant à transformer cette voie rapide en une « deux fois deux voies » sur la totalité de son parcours (cela n'était le cas à l'origine qu'entre l'échangeur de la Savexpress partagé avec la voie express n°1 et la gare de péage). Pour un programme initial de 3,5 milliards de Francs CFP (29,33 millions d'euros), porté ensuite à 5,7 milliards et pour finalement 4 milliards dépensés fin 2007, les travaux ont été lancés en octobre 2000 et se sont échelonnés en trois phases :
- rallongement des ouvrages hydrauliques existants (2000-2001)
- travaux de terrassements (2001-2002)
- transformation de la chaussée et terrassement (à partir de 2002), le plus gros des travaux :
  - 28 juillet 2003 : ouverture du premier tronçon à 2x2 voies sur 4,5 km entre la gare de péage et le pont sur la Dumbéa[5].
  - septembre 2006: ouverture des 2x2 voies entre les zones d'aménagements de Nakutakoin et Savannah.
  - décembre 2007: travaux pratiquement terminés, à l'exception d'un échangeur au niveau de Païta, l'idée d'une continuation de la voie express jusqu'à Tontouta commence à être étudiée[4].
  - 26 décembre 2013 : fin du péage à 3h du matin. La Savexpress devient gratuite[6].

## Trafic et circulation
La circulation sur la VDO est en constante augmentation, en moyenne d'environ 10 % par an. Ainsi, le nombre de véhicules enregistrés au passage du péage est passé de 4,9 millions de véhicules en 2005 à 5,4 millions en 2006 puis à environ 6 millions en 2007, et de 14 835 véhicules par jour en moyenne en 2005 à 16 460 véhicules par jour en 2007.
La vitesse y est limitée à 80 km/h entre son début, à l'échangeur de la Savexpress avec la voie express 1, et la gare de péage, puis à 110 km/h.